# Josep Santacreu i Bonjoch
Josep Santacreu i Bonjoch (Guissona, 7 de maig de 1958) és un metge, directiu empresarial i filantrop català. President de la Cambra de Barcelona des d'octubre 2023 i President del Consell de Cambres de des desembre del mateix any.

## Trajectòria
Amb una llarga trajectòria professional en el sector de la salut, el 2016 va rebre la Creu de Sant Jordi pel fet de ser un dels impulsors a Catalunya del concepte de responsabilitat social de l'empresa, sobretot des de la direcció d'organitzacions socials, sanitàries i econòmiques. També ha col·laborat amb entitats i impulsat iniciatives en els àmbits de l'esport, la cultura, l'acció social i el medi ambient. És conseller delegat del grup d'assegurances DKV i president de la Fundació DKV Integralia. Va ser un dels fundadors a Espanya de Metges sense Fronteres, i ha promogut també l'associació empresarial Respon.cat.
Fou impulsor i primer president de la Fundació Ship2B, acceleradora d'empreses emergents i d'inversió d'impacte social. És president a Espanya de la Fundació Plant for the Planet, iniciativa creada per Felix Finkbeiner. Fou membre del Ple de la Cambra de Comerç de Barcelona i vicepresident de l'Associació d'Antics Alumnes d'ESADE, promotor d'Alumni Solidari i patró de la Fundació Esclerosi Múltiple. En l'àmbit de la cultura ha treballat per garantir la preservació del Fons KATI, una biblioteca de manuscrits creada a Timbuctu per Ismaël Diadié.
És autor del llibre Planta't! (Ed. Plataforma, 2022), una crida a l'acció i compromís del conjunt de la societat, en especial davant de l'emergència climàtica.

### Presidència Cambra de Comerç
L'abril de 2023, es va proposar el seu nom com a possible candidat de consens opositor a la presidència de la Cambra de Comerç de Barcelona en les eleccions camerals de 2023, per fer front a la candidatura independentista que va guanyar les eleccions camerals de 2019.
La seva candidatura s'hi va imposar amb 26 de les 52 cadires que componen el ple, pel que es preveia que fos nomenat president en les següents setmanes.
Finalment, en fou investit president l'octubre de 2023.